# Karl Adalbert von Beyer
Karl Adalbert von Beyer (* 29. Februar 1764 in Herzogenbusch; † 21. April 1842 in Köln) war Abt von Hamborn und Weihbischof in Köln.

## Leben
Im Jahre 1782 in das adlige Prämonstratenserkloster zu Hamborn eingetreten, legte Beyer bereits ein Jahr später die Ordensgelübde ab und wurde am 24. März 1787 zum Priester geweiht. Bereits 1790 zum Abt von Hamborn gewählt, erhielt er erst 1802 durch den Kölner Weihbischof Clemens August von Merle die Abtsbenediktion. Nachdem die Abtei 1806 säkularisiert worden war, lebte er als Pensionär in Düsseldorf, wo ihn der Kölner Erzbischof Ferdinand August von Spiegel um die Übernahme des Amtes als Weihbischof bat. Der als kirchlich und fromm geltenden Beyer wurde am 30. Juli 1826 zum Titularbischof von Samaria und Weihbischof in Köln ernannt, wo ihn Spiegel am 1. Mai 1827 zum Bischof weihte. Seit 1827 auch dem Domkapitel angehörig, nominierte ihn der König von Preußen 1830 zum Dompropst.